# Смиберт, Натаниэль
Натаниэль Смиберт (англ. Nathaniel Smibert; 1734—1756) — американский художник-портретист.

## Биография
Родился 20 января 1734 года в Бостоне (по другим данным родился в 1735 году).
Живописи учился у отца — Джона Смиберта. Написал несколько портретов, в частности учёного Эзры Стайлза, архитектора Питера Харрисона и Дороти Уэнделл — Dorothy Wendell (Mrs. Richard Skinner).
Умер в Бостоне 8 ноября 1756 года. Был похоронен на городском кладбище Гранари.